# Venussymbol

Venussymbolen

Venussymbolen, ♀ (Unicode: U+2640 FEMALE SIGN) är den romerska gudinnan Venus symbol och har använts för att beteckna flera saker:
- inom biologi beteckning för honkön
- inom astronomi, beteckning för planeten Venus
- inom alkemi, beteckning för metallen koppar
- kopparsymbolen användes i logo av Stora Kopparbergs Bergslags AB
- inom elektroteknik, beteckning för honkontaktdon